# Барон Маунтэванс
Барон Маунтэванс из Челси в графстве Лондон — наследственный титул в системе Пэрства Соединённого королевства. Он был создан 12 ноября 1945 года для знаменитого антарктического исследователя, адмирала сэра Эдварда Эванса (1881—1957). По состоянию на 2023 год носителем титула являлся его внук, Джеффри Эванс, 4-й барон Маунтэванс (род. 1948), который сменил своего старшего брата в 2014 году. Лорд Маунтэванс — лорд-мэр Лондона с 2015 года.

## Бароны Маунтэванс (1945)
- 1945—1957: Эдвард Ратклифф Гарт Рассел Эванс, 1-й барон Маунтэванс (28 октября 1881 — 20 августа 1957), сын Фрэнка Эванса (ум. 1921)[1]
- 1957—1974: Ричард Эндворд Эванс, 2-й барон Маунтэванс (28 августа 1918 — 12 декабря 1974), старший сын предыдущего[2]
- 1974—2014: Эдвард Патрик Брук Эванс, 3-й барон Маунтэванс (1 февраля 1943 — 21 декабря 2014), старший сын предыдущего[3]
- 2014 — настоящее время: Джеффри Ричард де Корбан Эванс, 4-й барон Маунтэванс (род. 13 мая 1948), младший брат предыдущего[4]
  - Наследник титула: достопочтенный Александр Ричард Эндворд Эванс (род. 23 июля 1975), старший сын предыдущего[5].